# Mesorhaga grootaerti
Mesorhaga grootaerti är en tvåvingeart som beskrevs av Yang 1995. Mesorhaga grootaerti ingår i släktet Mesorhaga och familjen styltflugor. Inga underarter finns listade i Catalogue of Life.